# Terinos natunensis
Terinos natunensis är en fjärilsart som beskrevs av Hans Fruhstorfer 1901. Terinos natunensis ingår i släktet Terinos och familjen praktfjärilar. Inga underarter finns listade i Catalogue of Life.